# HMS Orädd (92)
HMS Orädd (92) är en bevakningsbåt i svenska marinen av Tapper-klass. I juni 2019 levererades bevakningsbåten till Försvarsmakten, det efter att den byggts om till Bevakningsbåt typ 88. Båten moderniseras, tillsammans med fyra andra bevakningsbåtar i samma serie, av SwedeShip Marine AB vilka kommer att leverera samtliga båtar till och med 2020. Den huvudsakliga uppgiften för bevakningsbåten är ubåtsjakt och sjötrafikkontroll för Amfibieregementet/17. bevakningsbåtskompaniet i Göteborg.